# Komosse (naturreservat, Jönköpings län)
Komosse är ett naturreservat i Bottnaryds och Mulseryds socknar i Jönköpings kommun i Småland. Reservatet ingår i EU-nätverket Natura 2000 och förvaltas av Länsstyrelsen i Jönköpings län. Det gränsar i väster till motsvarande naturreservat i Västergötland; Komosse (naturreservat, Västra Götalands län).
Komosse är en högmosse som är en av södra Sveriges största myrmarker, sammanlagt 47 kvadratkilometer, ungefär en fjärdedel ligger i Jönköpings kommun. Mossen är känd för sitt rika fågelliv och omväxlande natur och den har förklarats som riksintresse för den vetenskapliga naturvården. Mossen har upptagits enligt Ramsarkonventionen som innebär att den utgör våtmark av internationell betydelse.